# Табори НКВС для польських військовополонених

Табори польських полонених в СРСР:
жовтим кольором позначено спецтабори, салатним — розподільчі і пересильні табори, білим — здавально-приймальні пункти НКВС

Табори НКВС для польських військовополонених (пол. Obozy NKWD dla jeńców polskich) — місця масової ізоляції трьох груп польських бранців у радянському полоні (з 1939 р.) без урахування тих в'язниць Західної Білорусі та Західної України, де було зосереджено окремо заарештованих польських офіцерів у кількості близько 1000 осіб, або тюрми НКВС на Луб'янці у Москві.
Зазначені в цій статті табори поділено на «власне табори військовополонених», у яких радянська влада у принципі дотримувалася умов конвенції про полонених і не силувала їх до рабської праці, та на «трудові табори військовополонених», у яких бранці виконували примусові роботи. Для місць утримування першої групи полонених використовується відомий з історіографії поділ на «спеціальні» та «розподільчі» табори, а для другої групи таборів вводиться розрізнення на «пересильні» та «післяамністійні».

## Табори НКВС під час «польської операції» (1933—1938)
Після закінчення репатріації в 1924 р. на підставі Ризького договору (1921 р.) в СРСР залишилося близько 1,1-1,2 млн. поляків. Більшість (близько 900—950 тис.) проживала в Україні та Білорусі, де переважали селяни (близько 80%), осілі в XVII і XVIII століттях, найчастіше в районах, відібраних за першим поділом Польщі, та поблизу польсько-радянського кордону. Також були скупчення поляків і у великих містах, таких як Київ, Мінськ, Петроград і Москва. У самій Росії, в Закавказзі і в Сибіру проживало в цілому близько 200 тис. поляків. 11 серпня 1937 р. Єжов підписав оперативний наказ № 00485, який забезпечував, зокрема, «цілковиту ліквідацію (...) основних людських ресурсів польської розвідки в СРСР». «Польська операція», що задумувалася «на три місяці», кілька разів подовжувалася та закінчилася рішенням НКВС і Раднаркому від 15 листопада 1938 року. До того ж декілька місяців тривала «чистка» серед тих енкаведистів, які брали участь в операції. Репресії проти поляків торкнулися як найвищих комуністичних діячів (зокрема, страчено 46 членів і 24 кандидатів у члени ЦК), так і «звичайних громадян»: і робітників, і — перш за все — селян. Згідно зі звітом НКВС від 10 липня 1938 року, загалом було заарештовано 134 519 поляків – близько 53% у Білорусі та Україні, більшість із яких утримували в таборах НКВС. До моменту ухвалення рішення від 15 листопада 1938 року чисельність заарештованих становила близько 150 тисяч. За оцінками, 40-50%, тобто близько 75 тис. було розстріляно. Решту було вислано в Казахстан або запроторено в табори НКВС.

## Табори утримання першої групи
Діяли з 17 вересня 1939 р. до кінця травня 1940 р., тобто до завершення процесу т. зв. розвантаження спеціальних таборів (Катинський розстріл).

### Звичайні табори військовополонених
Для першої групи полонених їх було утворено наказом № 0308 від 19 вересня 1939 року Лаврентія Берії з метою розміщення захоплених Червоною Армією на анексованих східних землях Польщі внаслідок агресії 17 вересня 1939 р. польських військовополонених, які передавалися органам НКВС. Згідно з цим наказом створювалося Управління НКВС СРСР у справах військовополонених. Керівником цього нового органу став майор, а з березня 1940 року — капітан держбезпеки Петро Сопруненко. У літературі вказується на понад сто таких таборів (близько 138), а найвідоміші так звані звичайні табори військовополонених перелічено нижче (із зазначенням розташування, коменданта і комісара в момент створення табору та відомостей про ув'язнених перед розвантаженням):
- спеціальні табори:

1. Козельський табір (в монастирі Введення Богородиці до Храму (Оптина пустинь), описаному у «Братах Карамазових» Достоєвського; начальник табору: ст. лейт. держ. безп. Василь Миколайович Корольов, комісар: старший політрук Михайло Михайлович Алексєєв; з цього табору загинуло 4410 осіб;)
2. Осташковський табір (в монастирі Ніло-Столобенської пустині, командир: ст. лейт. держ. безп. Павло Федорович Борисовець, комісар: ст. політрук Іван Олексійович Юрасов; з цього табору було знищено 6314 осіб)
3. Старобільський табір (у монастирі Покрови Богородиці; начальник табору: кап. держ. безп. Олексій Григорович Бережков, комісар: Михайло Михайлович Кіршин, з цього табору вбито 3739 осіб)

- розподільчі, пересильні та збірні табори:

1. Грязовецький табір (в колишньому монастирі на залізниці Ярославль—Вологда, пізнішому будинку відпочинку тресту «Сєвєролєс», приблизно за 8 км від міста та залізничної станції Грязовець; начальник табору: лейт. держ. безп. Михайло Філіппов; для відібраних енкаведистами «перспективних» в’язнів, у травні 1940 р. їх було 395;)
2. Юхновський табір (Юхнов, у колишньому туберкульозному санаторії «Павлишев Бор» на річці Угра (часто табір ідентифікували під цим ім'ям), за 500 м від села Щелканово і за 32 км від залізничної станції Бабиніно на лінії Тихонова Пустинь біля Калуги — Сухиничі; начальник табору: майор держ. безп. Пилип Йосипович Кадишев, батальйонний комісар: Евель Соломонович Гільченок)
3. Южський табір (Южа, неподалік річки Клязьма, в місті Талиця, за 30 км від Южі і 47 км від залізничної станції В'язники; начальник табору: мол. лейт. держбезпеки Олександр Філатович Кий, комісар: ст. лейт. держ. безп. Григорій Васильович Коротков)
4. Козельщанський табір (500 м від залізничної станції; начальник табору: ст. лейт. держ. безп. В. Л. Соколов, комісар: кап. Ф. С. Акулієнко)
5. Оранський табір (містечко Оранки недалеко від Богородська і залізничної лінії Арзамас—Горький, в колишньому монастирі; начальник табору: ст. лейт. держ. безп. І. Сорокін, комісар: лейт. держ. безп. В. П. Кузнецов)
6. Путивльський табір (в Софронівському монастирі, за 40 км від Путивля і 12 км від залізничної станції Тьоткіно на лінії Суми—Ворожба—Дружба; начальник табору: майор держ. безп. Микола Миколайович Смирнов, батальйонний комісар: Семен Петрович Васягін)
7. Заонікієвський (Вологодський) табір (у приміщеннях ліквідованого дитячого будинку за 18 км від Вологди поблизу селища Заонікієво; командир: Матвєєв, в. о. комісара Тимофій Федорович Сазонов)
8. Фридрихівський табір (над Збручем, на північ від Волочиська)
9. Шепетівський табір

### Табори примусових робіт для військовополонених
Найвідомішими трудовими таборами для військовополонених були:
1. Ровенський табір (з грудня 1939 р. називався Львівським) — система з близько 20 табірних пунктів, розкиданих уздовж споруджуваної у вбивчому темпі стратегічної дороги Новоград-Волинський—Львів, куди було спрямовано 15500 осіб, з яких у грудні 1939 року було 14211 поляків, у тому числі 12482 рядових і 1364 осіб сержантсько-старшинського складу. Є свідчення, що там використовували до 25000 полонених.
2. табори для потреб залізних рудників і вапнякових шахт об'єднання «Нікополь-Марганець», підпорядкованого Наркомату залізної металургії; сюди планувалося спрямувати 8500 поляків, а наприкінці було розміщено близько 10,3 тис. осіб:
  1. Криворізький табір (близько 6800 ув'язнених),
  2. Єлено-Каракубський (Сталінська область; близько 1900 ув'язнених),
  3. Запорізький табір (близько 1600 ув'язнених).

## Табори утримання другої групи
Ці табори являли собою місця утримання військовополонених у проміжку від так званого розвантаження таборів (Катинський розстріл) і до перехідного періоду після 12 серпня 1941 року — оголошення так званої амністії (звільнення органами НКВС унаслідок угоди Сікорського-Майського частини польських громадян, заарештованих і депортованих енкаведистами після вторгнення СРСР у Польщу 17 вересня 1939 р.).

### Звичайні табори військовополонених
- пересильні табори:

1. Козельський табір
2. Юхновський табір

- «післяамністійні» табори:

1. Грязовецький табір
2. Старобільський табір
3. Суздальський табір
4. Южський табір

### Табори примусових робіт для військовополонених
1. Львівський табір (до грудня 1939 р. називався Ровенським)
2. Сєвжелдорлаг
3. Понойський табір
4. Спасо-Заводський (Карагандинський)[2] табір (утворений у серпні 1941 р. органами НКВС у Спаську поблизу Караганди, де було кількасот (можливо, близько 260) польських в'язнів з 1939 року, які так і не підпали під так звану амністію)

## Табори утримання третьої групи
Вступ Червоної Армії на східні простори Польської Республіки започаткував масові репресивні заходи проти польських озброєних незалежницьких організацій. Схоплених їхніх членів зосереджували у фільтраційних і пересильних таборах, зокрема у Білостоку, Любліні, Скробуві біля Любартува (іноді його зазначали як «Скробово»), Перемишлі, Соколуві-Підляському, Мідниках біля Вільнюса.
Частину з них силоміць або добровільно зараховували до складу Армії Берлінга та Червоної Армії, а більшість було депортовано в нижченазвані табори в глибині Росії: 
1. Боровичівський табір № 270 (Боровичі; 5795 осіб)
2. Черебовецький табір (?) (Череповець (?))
3. Дягілевський табір (Дягілево під Рязанню на залізниці Москва—Рязань)
4. Дубровський табір (Дубровськ)
5. Грязовецький табір (Грязовець біля Вологди)
6. Калузький табір (Калуга)
7. Осташковський табір № 45 (разом із Рязанським табором 4307 осіб)
8. Рязанський табір № 178-454 (Рязань)
9. Саратовський табір № 0321 (Саратов);
10. Сталіногорський контрольно-фільтраційний табір № 283 і табір військовополонених № 388 (Сталіногорськ; 6326 осіб)
11. Сталінський контрольно-фільтраційний табір № 240 (Сталіно; вкупі з Саратовським табором 4782 людини)

Крім цих таборів, військовиків АК та інших самостійницьких збройних формувань страчували або відправляли у трудові табори у Воркуту, Архангельськ, Мурманськ або на зимовий лісоповал, як це сталося зі всіма розміщеними в Калузькому таборі, яких примусили до такої праці в Коробовському районі (тепер частина Шатурського району) у Підмосков'ї.

## Післявоєнні табори НКВС для поляків у СРСР
Три основні типи таборів НКВС після війни мали такі назви:
а) табори;
б) перевірочно-фільтраційні табори;
в) трудові батальйони.
Після Другої світової війни 5690 поляків і польських громадян інших національностей, заарештованих після 4 січня 1944 року, було ув'язнено у Воркутлазі, Річлазі, Інтинлазі, Мінлазі, Обському ВТТ і будівництві 501 та інших таборах Сєвжелдорлагу.

## Табори та в'язниці НКВС після війни і в ПНР
За наказом № 220169 Верховного Головнокомандування, з 1 серпня 1944 року, НКВС і «Смерш», посуваючись за лінією фронту на території Польщі, засновували табори і тюрми для Армії Крайової та опозиції. Згідно з жовтневим звітом, у рамках виконання цього наказу за кілька місяців було затримано і роззброєно близько 25 тис. вояків АК.
До кінця 1944 року НКВС і «Смерш» схопили близько 17 тис. осіб, із яких понад 4000 опинилися в таборах у глибині СРСР. Радянські війська, з 1 березня 1945 року підпорядковані головному раднику НКВС при польському Міністерстві громадської безпеки (МГБ), діяли в Польщі до весни 1947 року, після чого ці функції передали УБ.
Кількість убитих і замордованих у в'язницях і трудових таборах у 1944-1956 роках історики оцінюють у понад півмільйона, в тому числі 80 тис. вояків АК та 31,5 тис. солдатів лісових загонів (колишніх бійців АК, націоналістів та ін.).
На підставі документації МГБ можна встановити, що в Польщі у квітні 1945 р. діяло 16 таких таборів.